# オペル・オリンピア
オリンピア（Olympia ）は1935年から第二次世界大戦による中断をはさんで1953年までと、1967年に復活してから1970年まで、ドイツの自動車メーカー・アダム・オペル社が生産した小型乗用車である。オリンピアの名は初代登場直後の1936年ベルリン、二代目復活の5年後に予定されていた1972年ミュンヘンの両オリンピックに因んだものである。

## 概要

### 初代(1935－1953年)
初代オリンピアは1935年2月のベルリン自動車ショーで発表された。ドイツ製量産車では初の全鋼製モノコック構造のボディを持ち、オペルは新しい生産工程が必要なこのオリンピアの生産化のために、その本拠・リュッセルスハイムに600トンのプレス機を備えた新工場を建設したほど力を入れていた。このボディはスタイルに関してもサイドステップを廃し、ヘッドライトを車体と一体化、全体のフォルムも流線型に近付けた、当時としては大胆なデザインであった。前輪サスペンションには親会社の米国GMのシボレーや先代の「1.3リッター」も採用していたデュポネ式の独立懸架が用いられた。ボディスタイルは2ドアのセダンとカブリオレの二種類であった。エンジンはサイドバルブ1,288cc24馬力と非力ながら、835kgと軽量なため、最高速度は95km/hと、当時としては充分な性能を発揮した。ギアボックスは当初3速フロアシフトであったが、1937年モデルから4速に改良された。
オペルとしては新技術を大胆に採用したオリンピアは、最初の2年間に81,661台が生産された後、1937年後半にマイナーチェンジを受けて「OL38」型に進化した。最大の変更点はエンジンで、新設計のOHV1,488ccに拡大、最高出力は37馬力となり、最高速度は112km/hに引き上げられた。ボディはより流線型化され、4ドアセダンもラインナップに加わった。1940年までのオリンピアの累計生産台数は、初代を含めて168,000台以上に達した。オリンピアはドイツの友好国であった当時の日本にも輸入され、1940年前後にトヨタ自動車・日産自動車がいずれもオリンピアの影響を感じさせる小型乗用車を次々に試作するなど、勃興期にあった日本の自動車技術にも影響を及ぼした。
第二次世界大戦開始後の1940年、アメリカ資本のオペル工場はナチス・ドイツに接収され、軍用トラック生産のために、オリンピアを含むオペル乗用車の生産は途絶えた。なおオリンピアの1.5Lエンジンは、1941年からNSUが生産した前1輪式の軍用小型半装軌車「ケッテンクラート」の駆動用エンジンとして、若干の改変のうえで供給されている。
戦時中、リュッセルスハイムのオペル本社工場は連合国の空襲で大きな被害を受け、戦前と同一のオリンピアの生産が再開されたのは1947年であったが、ボディバリエーションは2ドアセダン一種類であった。1947年から1949年までに25,952台のOL38型が生産された。
1950年1月には最後のマイナーチェンジを受け、フロントグリルが1930年代末のアメリカ車を思わせるデザインとなった。戦後の混乱も落ち着きを取り戻し始め、2ドアセダンに加え、2ドアカブリオレ、2ドアステーションワゴンも追加された。このモデルは1950年代前半の日本にも東邦モーターズによって輸入され、輸入車としては比較的手頃な価格とドイツ製品への信頼感から人気モデルとなった。
1953年にオリンピア・レコルトに交代するまでに、約160,000台が生産された。1953年以降1960年までの「オリンピア・レコルト」についてはオペル・レコルトの項を参照。

### 二代目(1967－1970年・オリンピアA)

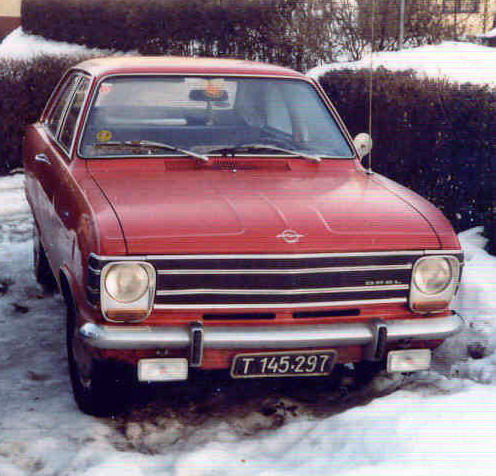
二代目

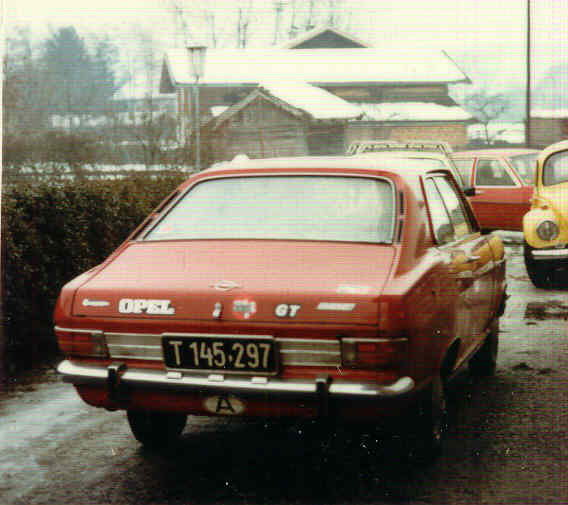
二代目リアビュー

オリンピアの名は1960年以降、レコルトが独立したモデル名として用いられるようになって途絶えていたが、1967年になってカデットBの上級モデルの名称として復活した。カデットのボディ前後を改め、車体バリエーションをファストバック風の2/4ドアセダン、2ドアクーペに限定、エンジンは1,100cc44馬力も選べたが、主力は1,700cc75馬力と1,900cc90馬力であった。
このモデルはあまり人気を呼ばぬまま、1970年にはカデットとは別設計のオペル・アスコナに発展、復活したオリンピアの名はわずか3年で消滅した。このモデルも日本へ、東邦モーターズによって少数ながら輸入された。